# Alicent Hightower
Alicent Hightower é uma personagem fictícia do universo literário de A Song of Ice and Fire, criado por George R. R. Martin, e da série de televisão da HBO, House of the Dragon. Em ambas as mídias, ela é apresentada como a filha de Otto Hightower (o Mão do Rei) e uma dama notável na corte do rei Viserys I Targaryen, que eventualmente, torna-se sua esposa e rainha consorte. Na série de televisão, Alicent é interpretada pelas atrizes britânicas Emily Carey e Olivia Cooke, nas fases da adolescência e vida adulta, respectivamente.

## Descrição
Alicent Hightower é frequentemente descrita como uma mulher de beleza clássica e graciosa, com cabelos castanho-avermelhados brilhantes e olhos marcantes, características que destacam sua origem nobre e charme refinado. Sua postura é sempre impecável, transmitindo elegância e controle, o que reflete sua criação na poderosa e respeitada Casa Hightower. Alicent veste-se de maneira sofisticada, frequentemente em tons de verde, uma cor que simboliza sua lealdade à facção conhecida como os "Verdes" durante a guerra civil dos Targaryen. Em termos de personalidade, Alicent combina inteligência política e sagacidade com um profundo senso de dever e lealdade à sua família. Ela é vista como disposta a tomar decisões difíceis, muitas vezes motivadas pela sobrevivência e ambição.

## Biografia canônica

### No Universo deA Song of Ice and Fire
Alicent Hightower nasceu em 88 DC, sendo filha de  Otto Hightower, o irmão mais novo do Senhor de Torralta. Quando seu pai se tornou Mão do Rei para Jaehaerys I Targaryen em 101 DC, Alicent, com 13 anos, acompanhou-o à corte com seus irmãos e mãe. Ela tornou-se companheira constante de Jaehaerys I, ajudando-o com refeições, banho e leitura. Após a morte do rei, permaneceu na corte, onde seu pai continuou como Mão do Rei sob o reinado de Viserys I. Em 106 DC, Alicent se tornou esposa e rainha consorte de Viserys I, após a morte da primeira esposa dele, a rainha Aemma, e com o passar dos anos, deu quatro filhos a ele: Aegon II,  Helaena, Aemond e Daeron.
Alicent mantinha uma boa relação com sua enteada, a princesa Rhaenyra Targaryen, mas isso mudou quando Alicent deu à luz os seus filhos. Apesar disso, Rhaenyra permaneceu como a herdeira do trono, gerando tensão entre elas, pois ambas desejavam ser a principal figura feminina do reino. Em 111 DC, no torneio de aniversário de casamento de Alicent, a corte se dividiu entre "verdes" (seus apoiadores) e "negros" (aliados de Rhaenyra), devido às cores dos vestidos de cada uma, marcando o início de uma rivalidade aberta. No torneio, os verdes foram derrotados pelos negros, com Sor Criston Cole, um cavaleiro leal a Rhaenyra, vencendo todos os campeões da rainha. A animosidade foi ampliada pelo príncipe Daemon Targaryen, que retornou a Porto Real e demonstrou total aversão a Alicent e seus filhos Aegon e Aemond, por esses últimos também o empurrarem para baixo na linha de sucessão.
Após a morte de Viserys I em 129 DC, Alicent secretamente reuniu o pequeno conselho para planejar a coroação de seu filho Aegon II, contrariando o direito de sucessão de Rhaenyra. Apesar de ser favorável aos diálogos de assassinar a enteada, Alicent concordou em oferecer termos de paz, mas Rhaenyra rejeitou, desencadeando a Dança dos Dragões. Alicent sofreu várias perdas ao longo da guerra, incluindo o assassinato de seu neto Jaehaerys pelos assassinos Sangue e Queijo, a morte de seus filhos Aemond e Daeron em batalhas e o suicídio de sua filha Helaena. Com a derrota dos "verdes" e a queda de Porto Real pelas forças da rainha Rhaenyra, Alicent foi poupada, mas suas tentativas de mediar a paz fracassaram. Em seus últimos anos, após o fim da guerra, ela foi isolada na Fortaleza de Maegor, enfrentando o luto e a rejeição. Ela morreu em 133 DC, durante o surto da Febre do Inverno, deixando um legado marcado por tragédias e divisões familiares.

## Adaptação televisiva

### Desenvolvimento
Em 12 de dezembro de 2020, Olivia Cooke, Matt Smith e Emma D'Arcy foram escalados para interpretarem Alicent Hightower, Daemon Targeryen e Rhaenyra Targaryen, respectivamente. Já Emily Carey foi adicionada ao elenco em julho de 2021 e para ser a versão jovem de Alicent.
Diferente do universo literário, a Alicent da série de televisão é amiga de Rhaenyra durante a adolescência, onde ambas têm idades próximas, como visto na primeira fase da história da primeira temporada. Para a revista Veja, Cooke falou um pouco sobre a amizade construída entre Alicent e Rhaenyra na série de televisão: “A amizade das duas é fundamental na trama. A série é construída ao redor dessas duas mulheres. Há um cordão umbilical invisível entre elas, e essa ligação faz com que tudo que acontece com uma delas.”
Em uma entrevista para Deadline, Olivia Cooke explica que não enxerga sua personagem como vilã, embora Alicent na fase adulta tome decisões moralmente questionáveis e tenha reações difíceis. Ela enfatiza que interpretou Alicent com empatia, partindo da ideia de que suas ações são motivadas por amor incondicional e proteção aos filhos. Olivia também mencionou que inicialmente a personagem foi descrita como uma "apoiadora de Trump", mas ela preferiu retratá-la como uma mulher moldada pelo patriarcado, que valoriza ordem e tradição. A atriz reforça que o público tende a simplificar o debate entre "bem e mal", mas acredita que Alicent é mais complexa do que isso.

### Temporada 1
No início da primeira temporada, Alicent (Emily Carey) é apresentada como uma jovem precoce, esperta, graciosa e adorável. Ela é vista como uma amiga próxima da princesa Rhaenyra Targaryen (Milly Alcock), ajudando-a com lições de história e compartilhando fofocas sobre outras damas da nobreza e rapazes cavaleiros. Após a morte da rainha Aemma Arryn (Sian Brooke), seu pai a faz se tornar mais próxima do rei Viserys I (Paddy Considine) e eventualmente os dois acabam se casando. A amizade entre ela e a princesa herdeira acaba se tornando mais indiferente, mesmo com Alicent tentando manter os laços com a enteada-amiga.  A situação entre as duas jovens fica mais complicada com o nascimento do príncipe Aegon, e piora quando a princesa Helaena e o príncipe Aemond nascem em rápida sucessão. Quando Rhaenyra se casou com sor Laenor Velaryon (Theo Nate), Alicent acabou ganhando um novo leal partidário, o sor Criston Cole (Fabien Frankel), que revela para a rainha que havia tido relações com a princesa, provando para Alicent que Rhaenyra mentiu para ela sobre sua virgindade e que para a princesa, ela não era confiável.
Ao passar dos anos, a rainha foi uma das pessoas que acusaram os filhos de Rhaenyra (Emma D'Arcy) de serem bastardos, devido aos rumores deles serem filhos de Harwin Strong (Ryan Corr), e não do marido da princesa, Laenor (John Macmillan). O rei Viserys, porém, não acreditava nisso. A inimizade entre Alicent (Olivia Cooke) e Rhaenyra acabou recaindo nos filhos de ambas, que passaram a se odiarem com o tempo. O príncipe Aemond (Leo Ashton) chegou a ter o olho arrancado por Lucerys Velaryon (Harvey Sadler) durante uma briga, o que irritou profundamente Alicent, levando-a atacar Rhaenyra com uma adaga em certa ocasião. Ao passar de mais alguns anos, Alicent serviu como regente de seu marido, quando este ficou debilitado fisicamente. Certa noite, devido a uma má interpretação de um sonho profético de Viserys em seu leito de morte, Alicent convence seu pai de que Aegon (Tom Glynn-Carney) é o herdeiro legítimo do Trono de Ferro e auxilia no golpe de Estado e na coroação de seu filho.

### Temporada 2
Alicent inicia um relacionamento com Criston Cole e durante o assassinato de seu neto, o príncipe Jaehaerys Targaryen, eles são descobertos por Helaena (Phia Saban).  Após a morte de Jaehaerys, ela participa do funeral e ajuda sua filha Helaena a lidar com o luto. Mais tarde, enquanto reza no Grande Septo, é visitada por Rhaenyra, que se infiltra na cidade para buscar paz. Rhaenyra revela que Alicent interpretou mal as últimas palavras de Viserys sobre o "Príncipe que Foi Prometido", o que a levou a querer colocar Aegon no trono. Alicent, porém, ignora os apelos de Rhaenyra e alerta que a guerra é inevitável, já que Criston e seu exército estão marchando para as Terras da Coroa. Ela solicita chá da lua para evitar uma gravidez indesejada e demonstra está desapontada com o homem que Aegon II se tornou: irresponsável e impulsivo. Após a Batalha em Pousa de Gralhas, visita Aegon, que está gravemente ferido. A maioria do Pequeno Conselho apoia Aemond como regente, e Alicent se opõe à proposta de casamento de lorde Jasper Wylde, o que resulta em sua remoção do conselho.
Ela conversa com seu irmão Gwayne Hightower (Freddie Fox) sobre Daeron Targaryen, o filho mais novo dela. Gwayne garante que o menino é bom e cresceu bem desde que foi mandado para ser pupilo da Casa Hightower. Alicent e Helaena quase são mortas durante um motim nas ruas de Porto Real. Sentindo-se desamparada e preocupada com os perigos na cidade, Alicent pede a Rickard Thorne (Vincent Regan) que a leve à Floresta dos Reis para ter um tempo sozinha. Durante esse período, ela se preocupa com a saúde mental de Helaena e questiona se a filha deseja deixar a cidade. Alicent impede Aemond (Ewan Mitchell) de forçar Helaena a montar seu dragão e o critica por ter incendiado Sharp Point. Com a ajuda de Orwyle, Alicent viaja para Pedra do Dragão para confrontar Rhaenyra, onde admite suas falhas e o impacto de suas ações. Ela concorda em deixar Porto Real vulnerável à captura, permitindo que Rhaenyra encerre a guerra rapidamente. No entanto, Rhaenyra se recusa a deixar Aegon viver, forçando Alicent a escolher entre paz ou a continuidade do conflito, e, relutantemente, Alicent aceita os termos de Rhaenyra antes de deixar Pedra do Dragão.

## Recepção

### Crítica

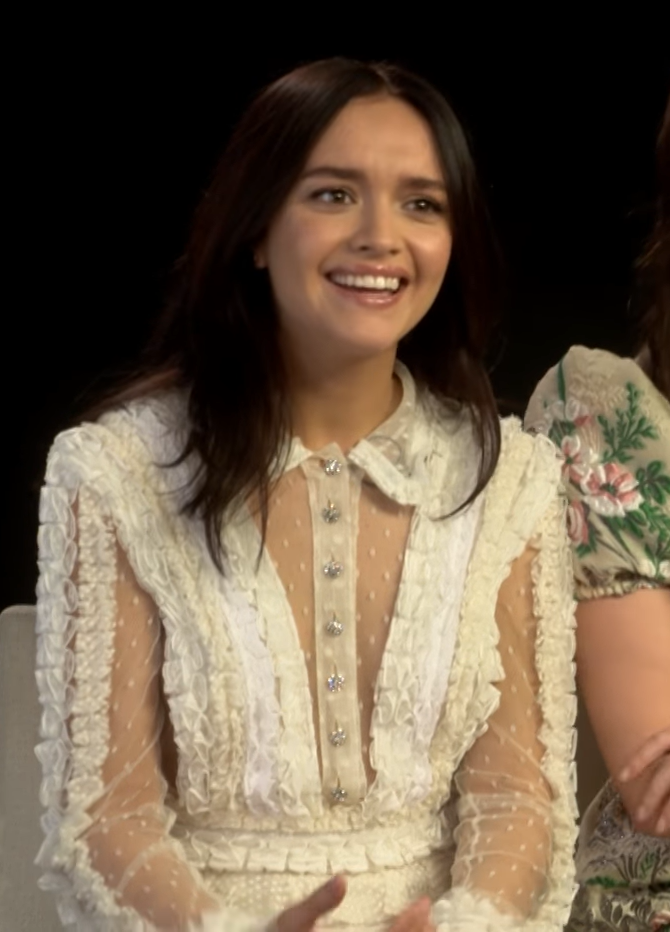
Olivia Cooke, intérprete da versão adulta de Alicent Hightower, numa entrevista de 2018.

A atuação de Olivia Cooke como Alicent Hightower foi elogiada pelos críticos, mas, houve argumentos mistos em relação ao desenvolvimento da personagem. 
O The Fandom Entals elogia as mudanças feitas na personagem em comparação com sua versão original em "Fire and Blood", destacando como Alicent é apresentada de forma mais complexa e empática. No entanto, o artigo expressa preocupação com o salto temporal na narrativa, que, segundo ele, prejudica a conexão entre a jovem Alicent e a mulher que ela se torna. Para, a transição de Alicent de uma figura gentil e simpática para uma mulher cruel não é bem justificada, resultando em um choque que não faz sentido para o público.
Lauren Morgan da Entertainment Weekly descreve como Cooke transformou a figura inicialmente detestável de Alicent, conforme retratada em "Fire and Blood", em uma personagem mais complexa e nuançada. A autora discute os desafios que Alicent enfrenta, como seu casamento forçado com o rei Viserys e a comparação constante com sua antiga amiga Rhaenyra. A performance de Cooke é elogiada por Morgan por revelar a vulnerabilidade e a frustração de Alicent, especialmente em momentos de tensão e conflito. Morgan também aborda a dinâmica entre Alicent e outros personagens, como Criston Cole e Larys Strong, destacando como Alicent é manipulada por homens ao seu redor.A autora conclui que, apesar de ainda não gostar completamente de Alicent, tem mais empatia por ela e entende suas motivações, reconhecendo a complexidade da personagem.

### Público
A recepção da personagem Alicent pelo público, especialmente após a estreia da 2ª temporada, é de forma negativa. A autora Natalie Zamora do Winter Is Coming, discute como Alicent é frequentemente criticada e vista como uma hipócrita por suas ações, especialmente em relação ao seu relacionamento com Criston Cole.
Zamora argumenta que, embora não concorde com as ações de Alicent, elas são consequências de um sistema injusto que a prejudicou ao longo de sua vida. A autora também compara a maneira como Alicent é julgada em relação a Rhaenyra, que parece ser mais aceita apesar de seus próprios erros. Zamora sugere que o ódio direcionado a Alicent é desproporcional e convida os fãs a simpatizarem com sua situação, considerando as pressões e injustiças que ela enfrentou.
Durante uma entrevista para o The Wrap, Olivia Cooke foi questionada sobre como lida com as críticas, ao que ela respondeu: “Se você não gostou da minha personagem, tudo bem. Não quero interpretar personagens que precisam ser apreciados universalmente (...) Estou plenamente ciente de que Alicent é um um pouco desprezível (...) Estou aprendendo a ser mais casca grossa sobre esse tipo de recepção, então não levo isso para o lado pessoal. Sei que ela não é a heroína.”